# Obsidian Entertainment
Obsidian Entertainment, Inc. — американська студія розробник відеоігор, що базується в Ірвайні, Каліфорнія. Заснована у червні 2003 року, незадовго до закриття Black Isle Studios, колишніми співробітниками Black Isle Фергусом Уркхартом, Крісом Авеллоном, Крісом Паркером, Дарреном Монаганом і Крісом Джонсом.
Компанія розпочала свій творчий шлях з масштабних проєктів, які були продовженнями чужих ігор та серій, зробленими за ліцензією. Серед ранніх проєктів були Star Wars: Knights of the Old Republic II: The Sith Lords і Neverwinter Nights 2, обидва продовження відеоігор, розроблених BioWare, з якою засновники співпрацювали ще за часів роботи в Black Isle. Потім, у 2010 році команда розробила свою першу оригінальну гру, Alpha Protocol. Інші відомі роботи від Obsidian включають Fallout: New Vegas, Dungeon Siege III і South Park: The Stick of Truth, усі вони також є ліцензованою власністю.
За час свого існування, студія переживала свої злети та падіння. Так, деякі масштабні проєкти на завершальних вже стадіях розробки були скасовані видавцями, зокрема Futureblight, Dwarfs, Aliens: Crucible та Stormlands. Через таку кількість закритих проєктів, у 2012 році компанія опинилась на межі банкрутства. Щоб уникнути фінансової кризи, керівництвом Obsidian було вирішено звернутися до краудфандингу у розробці їх наступної гри Pillars of Eternity, яка була успішно профінансована на Kickstarter у 1,1 мільйона доларів за 27 годин. Зрештою було зібрано майже 4 мільйона доларів, встановивши на той час рекорд Kickstarter і зрештою врятувавши компанію від банкрутства. Після цього студія зосередилася на створенні ігрових франшиз на основі особистої інтелектуальної власності.
У листопаді 2018 року було оголошено, що студія була придбана Microsoft і стала частиною Microsoft Studios (тепер відомої як Xbox Game Studios). Їхніми крайніми проєктами є пригодницька гра Grounded і рольова гра Pentiment. Зараз Obsidian Entertainment працює над розробкою Avowed та умовної The Outer Worlds 2.

## Історія
2003: Заснування
Obsidian Entertainment була заснована Фергусом Уркхартом, Крісом Авеллоном, Крісом Паркером, Дарреном Монаганом і Крісом Джонсом 12 червня 2003 року. До заснування Obsidian вони працювали на дочірню компанію Interplay Entertainment Black Isle Studios. У Black Isle вони створили кілька легендарних на цей день рольових відеоігор, зокрема Icewind Dale, Planescape: Torment і Fallout 2, а також співпрацювали з BioWare над Neverwinter Nights, Baldur's Gate і Baldur's Gate II. Більшість із цих ігор були комерційно успішними і високо оцінені ігровою спільнотою, але через несприятливу фінансову ситуацію Interplay, розробники втратили ліцензію на виробництво ігор на основі Dungeons & Dragons. Це призвело до скасування Baldur's Gate III: The Black Hound. Уркхарт і більшість співробітників були незадоволені та розчаровані скасуванням, оскільки гра розроблялася вже півтора року. Фергус Уркхарт зрозумів, що залишатися в Black Isle більше не є «життєздатним варіантом» для команди, і вирішив залишити компанію. На той час йому було трохи за тридцять, і він думав, що якщо він незабаром не заснує нову компанію, він може стати занадто старим для цього. Уркхарт офіційно покинув Interplay у 2003 році разом з Авеллоном, Паркером, Монаганом і Джонсом і того ж року разом з ними заснував Obsidian Entertainment.
На момент заснування у студії нараховувалося сім працівників, включно з її п'ятьма засновниками. Паркер, Уркхарт і Монаган інвестували від 100 до 125 тисяч доларів у свою щойно засновану компанію. Вибираючи назву, вони підготували на вибір короткий список, до якого також входили пам'ятні «Scorched Earth» («Випалена Земля») і «Three Clown Software» («Три Клоуна»). Зрештою команда обрала «Obsidian Entertainment» («Обсидіан»), що, на їхню думку, було сильно, пам'ятно і нагадувало назву їхньої старої студії, Black Isle («Чорний острів»).
Після свого заснування, для подальшої роботи студія потребувала додаткового капіталу, а, отже, підтримки видавців. Вони звернулися до Electronic Arts, але це не дало результату. Студія також зв'язалася з Ubisoft, пропонуючи проєкт у всесвіті Might & Magic, але Ubisoft вибрала для цього проєкту Arkane Studios, які зрештою створили Dark Messiah of Might & Magic. Obsidian представила Take-Two Interactive гру під назвою Futureblight, яку вони описували як гру в стилі Fallout на рушії Neverwinter Nights. Подібно до проєктів представлених EA та Ubisoft, Futureblight так і не було створено.
2003 — 2008: Співпраця з Bioware

Star Wars Knights of the Old Republic II: The Sith Lords — перша гра студії

Наприкінці 2003 року з командою зв'язався президент LucasArts Саймон Джефрі, який звернувся до Obsidian із пропозицією створити рольову гру у всесвіті Star Wars. Команда запропонувала концепцію гри із боями від першої особи на світлових мечах і включала канонічних персонажів, таких як R2-D2. Їхня ідея була відхилена, і натомість Джеффрі попросив Obsidian створити продовження Star Wars: Knights of the Old Republic, розробленого BioWare, оскільки команда Obsidian була знайома з технологією, яка використовувалася в оригінальній грі. Компанії підписали контракт про партнерство наприкінці 2003 року, а розробка гри, яка отримала назву Star Wars Knights of the Old Republic II: The Sith Lords, почалася в жовтні 2003 року. Obsidian дали 15 місяців на розробку The Sith Lords. Спочатку випуск планувався на новорічні свята 2004 ріку, потім LucasArts продовжили термін розробки до 2005 року, але у останню хвилину знову повернули релізне вікно назад на свята 2004 року, одразу після Electronic Entertainment Expo. Попри те, що LucasArts направив своїх співробітників, на допомогу команді Obsidian, щоб випустити гру вчасно, низка запланованих ігрових механік була скорочена через брак часу. Через скорочення терміну розробки, Obsidian не вистачило часу, щоб відшліфувати гру перед випуском, це призвело до численних технічних проблем, на які страждала The Sith Lords після виходу. Попри проблеми, The Sith Lords був позитивно сприйнятий критиками та ігровою спільнотою. Вирізані фрагменти були зрештою відновлені модерами, які почали працювати над цим в 2009 і закінчили в 2012 роках.
Із самого початку метою студії було мати можливість розробляти кілька проєктів одночасно, і саме це спонукало компанію до швидкого розширення. Невдовзі після початку розробки The Sith Lords, команда збільшилася до 20 співробітників. Станом на липень 2004 року штат було розширено до 27, з яких 18 осіб були колишніми працівниками Black Isle, а інші — вихідцями з Blizzard Entertainment, Electronic Arts, Taldren, Totally Games, Treyarch і Troika.
Під час розробки The Sith Lords, з командою Obsidian зв'язалися представники Atari. Вони придбали ліцензію на виробництво відеоігор на основі Dungeons & Dragons і запропонували Obsidian створити продовження Neverwinter Nights. Розробка гри розпочалася в липні 2005 року командою з десяти осіб. Розробку гри очолили Даррен Монаган і Кріс Авеллон. Obsidian були розробниками гри, в той час як творці оригінальної Neverwinter Nights BioWare надавали їм необхідну технічну допомогу. Поки вони розробляли гру, розмір команди зріс приблизно до 50 осіб. Команді було надано достатньо часу для розробки гри, і Atari була готова відкласти заплановану дату випуску проєкту з різдвяних свят 2005 року на 31 жовтня 2006 року. Neverwinter Nights 2 отримав позитивні відгуки критиків та ігрової спільноти. Згодом студія успішно випустила два доповнення до гри — Mask of the Betrayer і Storm of Zehir у 2007 і 2008 роках відповідно.
Під час розробки Neverwinter Nights 2 команда зверталася до інших видавців для роботи над додатковими проєктами. Студія Disney Interactive замовила Obsidian розробку приквела «Білосніжки та семи гномів» під назвою Dwarfs, який мав стати бойовиком від третьої особи для PlayStation 3 та Xbox 360. Робота почалася в 2005 році, і команда протягом року працювала над прототипом гри, коли Боб Айгер змінив Майкла Ейснера на посаді генерального директора The Walt Disney. Зайнявши крісло керівника, Айгер повністю змінив площу інтересів Disney, що зробило франшизу про Білосніжку «недоторканною» та призвело до скасування проєкту. За словами Уркхарта, команда була просто закохана в цю гру і її скасування було для них «серцерозривним» досвідом.
2009 — 2014: Alpha Protocol та інтелектуальна власність
Коли розробка Neverwinter Nights 2 підійшла до кінця, з Obsidian зв'язалися три різні видавці. Electronic Arts хотіли, щоб Obsidian розробили рольову гру, яка б конкурувала з The Elder Scrolls IV: Oblivion, інший видавець також був зацікавлений у новій фентезійній рольовій грі від Obsidian. Третім видавцем були Sega, які хотіли, щоб студія розробила рольову гру в рамках франшизи Alien. Гра під назвою Aliens: Crucible мала включати будівництво бази, розширену діалогіву систему і налаштування персонажа. У лютому 2009 року Obsidian надіслали Sega свій прототип гри. Sega прийняли рішення про скасування гри через три тижні, так і не ознайомившись з демо. Скасування було офіційно підтверджено в червні того ж року. Приблизно в той самий час Atari знову зконтактували з Obsidian, цього разу стосовно Baldur's Gate III. Obsidian запросили занадто велике для Atari на той час фінансування і угода між двома компаніями провалилася, коли Atari Europe була продана Namco Bandai Games.

Ігровий процес Alpha Protocol — першої оригінальної гри Obsidian

Попри скасування Aliens: Crucible, Sega все ще була зацікавлена у співпраці з Obsidian над розробкою іншого проєкту. Замість розробки продовження Aliens, їх попросили розробити «шпигунську рольову гру» на основі нового IP. Sega схвалили представлені Obsidian матеріли і компанії підписали спільний контракт про співпрацю у розробці майбутньої Alpha Protocol. Робота над грою була проблемною — у команди не було точного бачення Alpha Protocol, — команда сумнівалася які елементи ігрового процесу використовувати та на яку цільову аудиторію орієнтуватись. У результаті проєкт постраждав від кризи ідентичності та містив елементи занадто великої кількості жанрів. Sega, зі свого боку, також не змогла достатньо швидко приймати рішення, і видавець вирізав деякі ігрові механіки вже після їх розробки та інтегрування у гру. Це призвело до численних затримок і надмірно тривалого часу виробництва. Розробка Alpha Protocol тривала чотири роки і вийшов він був у червні 2010 року.
Їхня перша оригінальна гра, Alpha Protocol, отримала змішані відгуки критиків. Це також був комерційний провал для Sega, який призвів до їхнього рішення призупинити будь-які подальші плани щодо цієї франшизи. Після випуску гри Уркхарт визнав, що все ще є місце для вдосконалень. Попри те, що гра була комерційно невдалою, вона була добре сприйнята ігровою спільнотою, яка часто вимагала від Obsidian зробити продовження. Уркхарт відповів, що команда сподівається, що вони ще матимуть можливість попрацювати над умовним Alpha Protocol 2 і зроблять там роботу над помилками. Пізніше Кріс Авеллон додав, що вони не змогли розробити продовження, тому що права на гру належать Sega, і краудфандинг був би непідходящим варіантом.
11 лютого 2010 року Red Eagle Games і Obsidian оголосили про спільну розробку однієї або кількох ігор на основі серії фентезійних романів Роберта Джордана «Колесо часу». Однак 25 квітня 2014 року Уркхарт повідомив, що угода між компаніями була розірвана через те, що Red Eagle не змогла забезпечити необхідне фінансування.
Одночасно з розробкою Alpha Protocol, компанія працювала над Fallout: New Vegas. На початку Bethesda Softworks зв'язалися з Obsidian щодо розробки гри по франшизі Star Trek, але ця ідея так і не набула популярності. Після того, як Bethesda випустила Fallout 3 і перевела свою увагу на серію Elder Scrolls, керівництвом було ухвалено рішення звернутися до Obsidian з ідеєю розробки ще однієї гри в серії Fallout, оскільки засновники Obsidian працювали над франшизою ще під час роботи в Black Isle. Під час розробки New Vegas, Obsidian активно спілкувалися зі спільнотою, розглядаючи запити шанувальників серії, що призвело до того, що New Vegas надав помітнішу роль внутрішньоігровим фракціям. Представлена концепція була негайно схвалена Bethesda. Розробка Fallout: New Vegas почалася одразу після скасування Aliens: Crucible, і гра вийшла в жовтні 2010 року. Проєкт отримав дуже позитивні відгуки, причому деякі критики відмічали, що якість Fallout: New Vegas значно перевищувала Fallout 3, яку свого часу теж було оцінено досить високо.

Fallout: New Vegas — перший ААА-проєкт студії

Як і у випадку з The Sith Lords, на релізі Fallout: New Vegas мав численні технічні збої та вилети, а деякі гравці взагалі не могли запустити гру у перші дні релізу. Пізніше ці проблеми були виправлені. Obsidian називали Fallout: New Vegas своїм навчальним досвідом — ця гра була першим AAA-проєктом студії, і вона продемонструвала їм всю важливість наявності гарантій якості для репутації компанії. У період між The Sith Lords і New Vegas Obsidian створила собі репутацію компанії, проєкти якої є майже повністю неграбельними на початку запуску. Команда була сповнена рішучості змінити це в майбутніх проєктах і зробило все, щоб поліпшити свою систему відстеження помилок. Ці вдосконалення були використані вже у наступній грі студії, Dungeon Siege III, продовженні Dungeon Siege, розробленого Gas Powered Games під видавництвом Square Enix. Гра отримала змішані відгуки після виходу в 2011 році, але, принаймні, вона мала стабільний запуск і, крім того, була першою грою, яка використовувала власний рушій Obsidian «Onyx».
У 2011 році компанія почала працювати над Stormlands — грою з відкритим світом від третьої особи. Ходили чутки, що гра створювалася для неанонсованої на той час наступниці Xbox 360. 2012 року її видавець, Microsoft Studios, зрештою скасували гру, що призвело до масових звільнень у компанії. Потім Obsidian переробили Stormlands на іншу гру під назвою Fallen і представили її іншим видавцям, зокрема 2K Games і Ubisoft. Попри відсутність реакції від них, Fallen став основою для однієї з майбутніх ігор Obsidian, Tyranny.
У жовтні 2009 року компанія South Park Digital Studios зв'язалася з Obsidian, щоб розробити гру у всесвіті South Park. Спочатку команда прийняла телефонний дзвінок від South Park Digital Studios за жарт їхньої компанії-сусіда по будівлі, де вони знімали офіс. Представники Obsidian зустрілися з творцями South Park, Меттом Стоуном і Треєм Паркером, і обидві сторони обговорили важливість збереження у грі унікальної візуальної естетики телешоу. Фінансування спочатку надали Viacom, материнська компанія телеканалу, на якому транслюється South Park. 2011 року Viacom передала права на видавництво THQ, котрі невдовзі потрапили у фінансову кризу і наприкінці 2011 року збанкрутували. В Obsidian розуміли, якщо скасувати цей проєкт, — який наразі залишився без видавця, — вони також зіткнуться з серйозними фінансовими труднощами. Нащастя, Ubisoft також була зацікавлена цим проєктом і, врешті, придбала права на видавництво. Гра вийшла під назвою South Park: The Stick of Truth у березні 2014 року і отримала позитивні відгуки від ігрової спільноти. У середині 2014 року студія анонсувала Armored Warfare, танкову гру, розроблену для My.com. Проєкт був запущений у відкриту бету протягом 2015 року.
Obsidian також підтримує дружні стосунки з inXile Entertainment. Як і Obsidian, inXile заснували колишні співробітники Interplay Entertainment. Компанії підписали угоду про спільний обмін технологіями. Obsidian брали участь у розробці Wasteland 2 від inXile після завершення їх кампанії на Kickstarter. Wasteland 2 вийшла наприкінці 2014 року та отримала загалом позитивні відгуки після випуску.
2014 — 2018: Фінансові труднощі і Pillars of Eternity
Хоча студії вдалося завершити роботу над South Park: The Stick of Truth, фінансове становище компанії залишилось в дуже хиткому стані. Студія отримала лише невеликий гонорар за один зі своїх скасованих проєктів. Вони також втратили свій бонус за Fallout: New Vegas, оскільки гра не відповідала зазначеним у контракті стандартам Bethesda — загальній оцінці 85 на Metacritic, — не дотягнувши всього на 1 бал. Команді бракувало ресурсів, щоб підтримувати роботу компанії. За словами Адама Бреннеке, виконавчого продюсера Obsidian, якби вони не змогли вчасно представити проєкт видавцю, компанія б збанкрутувала. У той час краудфандингова платформа Kickstarter якраз набувала популярності, і Джош Сойєр, креативний директор Fallout: New Vegas, запропонував студії розмістити одну з їх попередньо скасованих ігор на Kickstarter і спробувати отримати фінансування для неї там. Деякі члени команди скептично поставилися до цієї ідеї та боялися, що таким чином їм не вдасться зібрати навіть 100 тисяч доларів. Питання про те, чи варто проводити кампанію на Kickstarter, призвело до численних дебатів між ключовими членами компанії та всі питання знялися після величезного успіху кампанії Double Fine Adventure.

Ігровий процес Pillars of Eternity — гри, яка буквально врятувала студію від банкрутства

Переконавшись у тому, що Kickstarter є життєздатним варіантом фінансування, команда вирішила використати його для фінансування розробки гри — духовного наступника Baldur's Gate, яку вони хотіли створити дуже давно. Кампанія на Kickstarter для Pillars of Eternity була запущена у вересні 2012 року під робочою назвою «Project Eternity», розробку якої Obsidian оцінили в 1,1 мільйона доларів. Студія звернулася до Kickstarter з думкою, що якщо їхня кампанія буде успішною, гру можна буде зрештою перетворити на франшизу, а в разі невдачі вони спробують удосконалити свої ідеї та повторити спробу з іншою кампанією.
Врешті, Kickstarter кампанія Obsidian була надзвичайно успішною, зібравши 4 мільйони доларів, що перевищувало поставлену на початку мету більш ніж учетверо, і побивши попередній рекорд платформи. Pillars of Eternity вийшов у березні 2015 року і отримав позитивні відгуки від критиків та спільноти. Видавцем для проєкту виступили Paradox Interactive. Також до гри було заплановане маштабне розширення, яке Obsidian випустили двома частинами, — The White March вийшло 25 серпня 2015 року і 16 лютого 2016 року відповідно. Настільну гру для Pillars of Eternity під назвою «Pillars of Eternity: Lords of the Eastern Reach» анонсували 19 травня 2015 року. Її розробкою займалися Zero Radius Games за участі Obsidian. Як і основну гру, її фінансували за допомогою кампанії на Kickstarter, і вона досягла всіх поставлених цілей протягом одного дня.
У червні 2015 року співзасновник студії Кріс Авеллон оголосив про свій відхід з Obsidian. У серпні 2015 року Obsidian у партнерстві з inXile і Double Fine запустили новий краудфандинговий веб-сайт під назвою Fig, де Уркхарт став одним з консультантів правління. Мета нової платформи полягала в тому, щоб запропонувати «акціонерний краудфандинг», і вона, навідміну від Kickstarter, була зосереджена суто на відеоіграх. Obsidian використовувала Fig і для деяких своїх майбутніх проєктів.
У липні 2015 року було оголошено, що компанія працює над локалізацією для Skyforge. 13 серпня 2014 року Obsidian оголосила, що вони отримали ліцензію на настільні рольові ігри Pathfinder, починаючи з її адаптації для планшетів, яка вийшла для пристроїв iOS і Android у квітні 2016 року. Генеральний директор Paizo Ліса Стівенс також підтвердила плани створення комп'ютерної рольової гри від Obsidian.
15 березня 2016 року Obsidian анонсували нову ізометричну рольову гру під назвою Tyranny. Гра планувалася до випуску в 2016 році на Microsoft Windows, Mac і Linux, видавцем для неї стали Paradox Interactive. Концепція гри з робочою назвою Fury була створена в 2006 році, пізніше переосмислена і перейменована в Defiance, об'єднавшись з іншими нереалізованими проєктами Obsidian, згодом стала Stormlands. Оскільки Stormlands було скасовано у 2012 році, компанія переглянула варіант випустити цей проєкт як Tyranny. У квітні 2016 року до компанії приєднався Леонард Боярські, ставши другим співзасновником Troika Games, який перейшов до Obsidian.
27 січня 2017 року Obsidian анонсувала Pillars of Eternity II: Deadfire і запустила краудфандингову кампанію на Fig. Проєкт досяг своєї мети фінансування менш ніж за день і вийшов у травні 2018 року. У лютому 2017 року було оголошено, що Obsidian залишає розробку росіянської Armored Warfare у руках видавця гри.
2018 — теперішній час: контракт з Microsoft
10 листопада 2018 року було оголошено, що студія була придбана Microsoft і стане частиною її підрозділу Microsoft Studios. Вже після придбання, під час церемонії нагородження The Game Awards у грудні 2018 року, Obsidian анонсували нову IP (інтелектуальну власність) під назвою The Outer Worlds, рольовий бойовик, дія якого відбувається в альтернативному майбутньому, де мегакорпорації почали колонізувати та тераформувати чужі планети. Гра вийшла 25 жовтня 2019 року для Microsoft Windows, PlayStation 4 і Xbox One, а версія для Nintendo Switch — 5 червня 2020 року. У листопаді 2019 року Obsidian анонсували свою наступну гру під назвою Grounded, описуючи її як «пригода виживання, де ти розміром з мураху». 23 липня 2020 року на виставці Xbox Games Showcase Obsidian Entertainment представила абсолютно нову рольову гру під назвою Avowed, для платформ Microsoft Windows і Xbox Series X. У 2021 році було виявлено, що ще один неоголошений проєкт з відкритим світом для ПК і консолей також знаходиться в розробці через оголошення про вакансію технічного художника на веб-сайті компанії. Пізніше у 2021 році, під час спільної конференції Xbox + Bethesda E3 стало відомо, що йдеться про The Outer Worlds 2.
У 2022 році Obsidian представила Pentiment, сюжетну пригодницьку гру для Microsoft Windows, Xbox Series X/S і Xbox One, реліз якої відбувся 15 листопада 2022 року. Режисером гри виступив Джош Сойєр, відомий своєю роботою в таких попередніх успішних проєктах студії як Neverwinter Nights 2, Fallout: New Vegas та Pillars of Eternity. Гра була тепло прийнята ігровими критиками та спільнотою.

## Цікаві факти
Obsidian Entertainment використовує кодове позначення своїх ігор, засноване на списку штатів США за датою їх приєднання. Схожа система, започаткована Джошем Сойєром у 1999 році, застосовувалася і в Black Isle Studios, де для назв проєктів використовувалися імена американських президентів.
- Проєкт Делавер — Star Wars: Knights of the Old Republic II: The Sith Lords (KotOR II), вийшла в 2004 році для Xbox і в 2005 для ПК
- Проєкт Пенсільванія — Neverwinter Nights 2, вийшла на ПК у 2006 році
- Проєкт Нью-Джерсі — Seven Dwarves, скасована.
- Проєкт Джорджія — Alpha Protocol, вийшла для Xbox 360, PlayStation 3 і ПК в 2010 році.
- Проєкт Коннектикут— Aliens: Crucible, рольова гра, заснована на франчайзингу за фільмами Чужі, скасована.
- Проєкт Огайо — Armored Warfare, онлайнова MMO гра для ПК, що вийшла в 2015 році.
- Проєкт Теннесі — Pathfinder Adventures, карткова гра, що вийшла для ПК, iOS, Android в 2016 році.
- Проєкт Вермонт — Tyranny, рольова гра, що вийшла для ПК в 2016 році.
- Проєкт Луїзіана — Pillars of Eternity II: Deadfire, рольова гра, що вийшла для ПК в 2018 році.